# ترکیب آلی

متان (CH_{۴}) ساده‌ترین ترکیب آلی است

ترکیب آلی یا ترکیب اُرگانیک به گونه‌ای از ماده و ترکیب شیمیایی (جامد-مایع-گاز) گفته می‌شود که در مولکول‌های خود دارای کربن باشد. این تعریف عام نیست و شامل همه ترکیبات دارای کربن مانند دوده، کاربید، کربنات، سیانید و اکسیدهای سادهٔ کربن (کربن دی‌اکسید و کربن مونوکسید) نمی‌شود. به تعریفی دیگر ترکیبات آلی موادی هستند که در بدن موجودات زنده ساخته می‌شوند. ترکیب‌های نام‌برده شده با اینکه دارای کربن هستند اما در رده ترکیب معدنی قرار می‌گیرند. در گذشته معتقد بودند که مواد آلی موادی هستند که در آن یک موجود زنده نقش داشته‌است. ساده‌ترین ترکیبات آلی (هیدرو کربن)ها هستند.

## تاریخچه
تا اوایل سدهٔ ۱۹ میلادی، مواد شیمیایی دارای منشأ حیوانی یا گیاهی را آلی می‌نامیدند و آن‌ها را به علت ضروری بودن نیروی حیاتی برای تولیدشان از مواد معدنی (مواد غیر آلی) متمایز می‌دانستند. نظریهٔ نیروی حیاتی در سال ۱۸۲۸ توسط ولر با سنتز اوره رد شد ولی اصطلاح آلی همچنان باقی ماند.
امروزه به بیشتر موادی که از دو عنصر کربن و هیدروژن تشکیل شده‌باشد مواد آلی گفته می‌شود.

## کاربرد در سلول‌های خورشیدی و دیودهای نوری
نیمه رساناهای آلی (ارگانیک) یکی از موادی هستند که در ساخت سلول خورشیدی و دیود نوری مورد توجه قرار گرفته‌اند. هر چند که استفاده از این مواد در سلول‌های خورشیدی بازده کمتری را نسبت به همتایان سیلیسیمی خود موجب می‌شوند اما به دلایل زیر برای استفاده‌های غیر صنعتی و کاربردهای روزانه نامزد خوبی هستند:
۱. تهیه آن‌ها به‌صورت لایه‌های نازک راحت است. معمولاً از تکنیک‌های پوشش‌دهی چرخشی (Spin coating) ٫ doctor balde techniques (wet_possessing)g و تبخیر برای این کار استفاده می‌شود.
۲. در مقایسه با مواد غیر آلی مقدار کمی از مواد آلی برای هدف‌های تولید انرژی کافی است (لایه‌هایی با ضخامت ۱۰۰ نانومتر) و در عین حال تولید آن‌ها به صورت انبوه به صورت مواد شیمیایی ممکن است.
1. می‌توان از نظر شیمیایی آن‌ها را طوری ساخت که خصوصیاتی مثل نوار بدون انرژی، باند رسانش، باند ظرفیت، رسانای الکتریکی، حلالیت و غیره مقدار دلخواه را داشته باشند.
2. تنوع در اندازه نوار بدون انرژی در این مواد باعث می‌شود که مواد آلی در طول موجهای متفاوتی جذب کنند. اگر این طول موج در محدوده فروسرخ باشد می‌توان سلول‌های خورشیدی یا دیودهایی از مواد شفاف ساخت و برای مثال در پنجره‌ها به کار برد.
3. انعطاف‌پذیری مواد آلی مانند پلیمرها امکان ساخت گونه‌ای از سلول‌های خورشیدی توسط این مواد را فراهم می‌آورد که به صورت سطوح منحنی وجود دارند. برای مثال در شیشه اتومبیل‌ها می‌توان از آن‌ها استفاده کرد.
4. امکان تولید لایه‌های نازک با سطوح بزرگ
5. برتری‌های اقتصادی (قیمت ارزان‌تر) و زیست‌محیطی نسبت به مواد غیر آلی.

این ویژگی‌ها و برتری‌های جالب دیگر نیمه‌رساناهای آلی را برای کاربردهای تجاری مورد توجه قرار داده‌است.
این مواد آلی برای اهداف بالا مورد بررسی بیشتری قرار گرفته‌اند:
- بسپارها که از تکرار یک واحد مولکولی بین ۱۰ تا ۱۰۰۰ بار به‌وجود می‌آیند.
- کم‌پارها یا اولیگومرها که از تکرار یک واحد مولکولی بین ۲ تا ۱۲ بار به‌وجود می‌آیند و در واقع همان بسپارها هستند ولی با طولی بسیار کوتاه‌تر.
- دارپارها یا دندریمرها واحدهای تکرار شونده مولکولی که توسط پیوند کووالانسی به صورت سه بعدی به یکدیگر متصل شده‌اند.
- رنگ‌ها
- کریستال‌های مایع
- لایه‌های خودسامان‌ده